# Donald Manzullo
Donald A. Manzullo, född 24 mars 1944 i Rockford, Illinois, är en amerikansk republikansk politiker. Han representerade delstaten Illinois sextonde distrikt i USA:s representanthus 1993–2013.
Manzullo gick i skola i Auburn High School i Rockford. Han avlade 1967 grundexamen vid American University och 1970 juristexamen vid Marquette University. Han var sedan verksam som advokat.
Manzullo besegrade sittande kongressledamoten John W. Cox i kongressvalet 1992. Han omvaldes nio gånger.
Manzullo är baptist. Han och hustrun Freda Teslik har tre barn.